# Sin So-čong
Sin So-čong (korejsky 신소정, anglický přepis: Shin So-jung; * 4. března 1990) je bývalá jihokorejská brankářka v ledním hokeji. Od roku 2016 hrála v severoamerické National Women's Hockey League (NWHL).
Lední hokej profesionálně hrála v letech 2010–2018. Zúčastnila se sedmi světových šampionátů (nižší divize) a dvou turnajů na Asijských zimních hrách. V roce 2018 reprezentovala sjednocený tým Koreje na Zimních olympijských hrách v Jižní Koreji.